# Éclaron-Braucourt-Sainte-Livière
Éclaron-Braucourt-Sainte-Livière és un municipi francès, situat al departament de l'Alt Marne i a la regió del Gran Est.